# San José de Bolívar
Pour les articles homonymes, voir San José et Bolívar.
San José de Bolívar est le chef-lieu de la municipalité de Francisco de Miranda dans l'État de Táchira au Venezuela.